# Pachyprosopis xanthodonta
Pachyprosopis xanthodonta är en biart som först beskrevs av Cockerell 1913.  Pachyprosopis xanthodonta ingår i släktet Pachyprosopis och familjen korttungebin. Inga underarter finns listade i Catalogue of Life.

## Bildgalleri

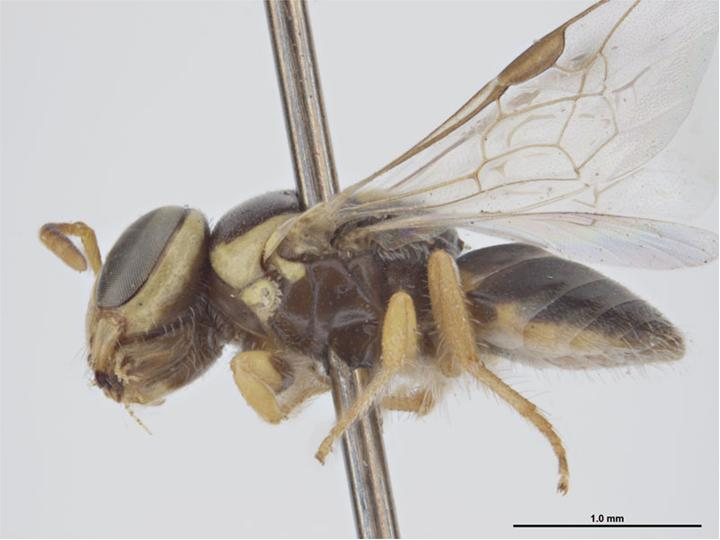
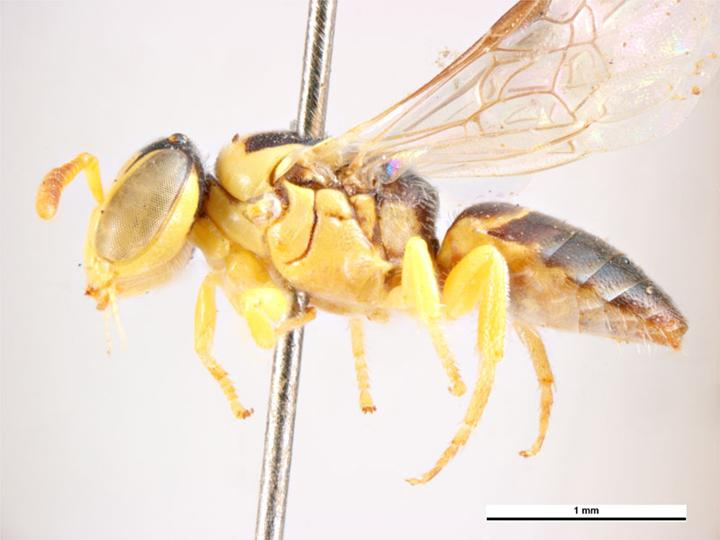